# 帕特里克·库索
帕特里克·库索（Patrick Cousot，1948年12月3日—）是一位法国计算机科学家。在2000年代，他一直致力于为关键嵌入式软件（如航空电子设备）提供实用的静态分析方法。自1991年以来，他一直在巴黎高等师范学院担任计算机科学教授。